# Rational Response Squad
Le Rational Response Squad est un groupe d'athées américains qui s'opposent à tout ce qu'ils considèrent comme étant des revendications irrationnelles, particulièrement celles faite par les théistes. Les fondateurs de ce groupe sont Brian Sapient ainsi que Rook Hawkins.
Avec le réalisateur Brian Flemming, le Rational Response Squad a fait les manchettes en décembre 2006 pour avoir mis sur YouTube un projet controversé, The Blasphemy Challenge, qui demande aux gens de faire une courte vidéo dans laquelle ils nient l'existence du Saint-Esprit.